# Real Zaragoza
A Real Zaragoza, teljes nevén Real Zaragoza, S.A.D. egy spanyol labdarúgócsapat. A klubot 1932-ben alapították két klub, az Iberia SC és a Zaragoza CD egyesítése után, székhelye Zaragoza városa. Jelenleg a második osztályban szerepel. Stadionja a La Romareda, amely 34 596 néző befogadására alkalmas.

## Története
A klubot 1932-ben alapították két rivális zaragozai klub, az Iberias SC és a Real Zaragoza CD egyesítésével.
1957-ben a Zaragoza eredeti stadionjából,  a Torreróból beköltözött a ma is használt La Romaredába. A klub első komolyabb sikereit a 60-as évekbern érte el, a kupában és a VVK-ban. Az 1962-62-es szezonban Juan Seminario 25 góllal a bajnokság gólkirálya lett.
Az ezt követő időszakban a csapat történetének legnagyobb része az első osztályban zajlott, csak ritkán estek ki az első osztályból. A Zaragoza a bajnokságban sosem szerepelt igazán jól, bajnoki címet egyszer sem sikerült szereznioe. A kupában ezzel szemben 1965 és 2004 között hatszor is diadalmaskodott.
Az új évezredben gárda kétszer is kiesett az első osztályból, azonban a következő szezonra mindkétszer sikerült visszajutniuk.

## Sikerek
- Vásárvárosok kupája: 1
  - 1963-1964
- Kupagyőztesek Európa-kupája: 1
  - 1994-1995
- Copa del Rey: 6
  - 1964-1965, 1965-1966, 1985-1986, 1993-1994, 2000-2001, 2003-2004
- Spanish Supercup: 1
  - 2004
- Segunda División: 1
  - 1977-78

### Egyéni elismerések
- Pichichi-trófea (Juan Seminario, 1961-62)

## Jelenlegi keret
2019. március 16-án lett frissítve:
| Mezszám       | Név                    | Nemzet   | Posztok     | Szül. év (kor)                | Megjegyzés:               |         |         |         |         |
| Kapusok       | Kapusok                | Kapusok  | Kapusok     | Kapusok                       | Kapusok                   | Kapusok | Kapusok | Kapusok | Kapusok |
| ------------- | ---------------------- | -------- | ----------- | ----------------------------- | ------------------------- | ------- | ------- | ------- | ------- |
| 1             | Cristian Darío Álvarez | argentin | kapus       | 1985. november 13. (39 éves)  |                           |         |         |         |         |
| 13            | Álvaro Ratón           | spanyol  | kapus       | 1993. január 29. (32 éves)    |                           |         |         |         |         |
| Hátvédek      |                        |          |             |                               |                           |         |         |         |         |
| 2             | Alberto Benito         | spanyol  | hátvéd      | 1992. június 13. (33 éves)    |                           |         |         |         |         |
| 3             | Daniel Lasure          | spanyol  | hátvéd      | 1994. február 27. (31 éves)   |                           |         |         |         |         |
| 4             | José Antonio Dorado    | spanyol  | hátvéd      | 1982. július 10. (43 éves)    |                           |         |         |         |         |
| 5             | Diogo Verdasca         | portugál | hátvéd      | 1996. október 26. (28 éves)   |                           |         |         |         |         |
| 6             | Alberto Guitián        | spanyol  | hátvéd      | 1990. július 29. (34 éves)    |                           |         |         |         |         |
| 17            | Carlos Nieto Herrero   | spanyol  | hátvéd      | 1996. május 6. (29 éves)      |                           |         |         |         |         |
| 22            | Julián Delmás          | spanyol  | hátvéd      | 1995. április 20. (30 éves)   |                           |         |         |         |         |
| 24            | Álex Muñoz             | spanyol  | hátvéd      | 1994. július 30. (30 éves)    |                           |         |         |         |         |
| —             | Simone Grippo          | svájci   | hátvéd      | 1988. december 12. (36 éves)  |                           |         |         |         |         |
| Középpályások |                        |          |             |                               |                           |         |         |         |         |
| 8             | Jorge Pombo            | spanyol  | középpályás | 1994. február 22. (31 éves)   |                           |         |         |         |         |
| 10            | Javier Ros             | spanyol  | középpályás | 1990. február 16. (35 éves)   |                           |         |         |         |         |
| 12            | James Igbekeme         | nigériai | középpályás | 1995. július 4. (30 éves)     |                           |         |         |         |         |
| 14            | Raúl Guti              | spanyol  | középpályás | 1996. december 30. (28 éves)  |                           |         |         |         |         |
| 16            | Íñigo Eguaras          | spanyol  | középpályás | 1992. március 7. (33 éves)    |                           |         |         |         |         |
| 18            | Diego Aguirre Parra    | spanyol  | középpályás | 1990. október 17. (34 éves)   |                           |         |         |         |         |
| 19            | Giorgi Papunashvili    | grúz     | középpályás | 1995. szeptember 2. (29 éves) |                           |         |         |         |         |
| 21            | Alberto Zapater        | spanyol  | középpályás | 1985. június 13. (40 éves)    | csapatkapitány            |         |         |         |         |
| 26            | Pep Biel               | spanyol  | középpályás | 1996. szeptember 5. (28 éves) |                           |         |         |         |         |
| 26            | Alberto Soro           | spanyol  | középpályás | 1999. március 9. (26 éves)    |                           |         |         |         |         |
| Csatárok      |                        |          |             |                               |                           |         |         |         |         |
| 9             | Álvaro Vázquez         | spanyol  | csatár      | 1991. április 27. (34 éves)   | kölcsönben az Espanyoltól |         |         |         |         |
| 20            | Marc Gual              | spanyol  | csatár      | 1996. március 13. (29 éves)   | kölcsönben a Sevillától   |         |         |         |         |
| 23            | Gaizka Toquero         | spanyol  | csatár      | 1984. augusztus 9. (40 éves)  |                           |         |         |         |         |

### Kölcsönben
2019. március 16-án lett frissítve:
| Mezszám       | Név          | Nemzet   | Posztok     | Szül. év (kor)             | Kölcsönben:                  | Meddig:            |          |          |          |
| Hátvédek      | Hátvédek     | Hátvédek | Hátvédek    | Hátvédek                   | Hátvédek                     | Hátvédek           | Hátvédek | Hátvédek | Hátvédek |
| ------------- | ------------ | -------- | ----------- | -------------------------- | ---------------------------- | ------------------ | -------- | -------- | -------- |
| —             | Bruno Perone | brazil   | hátvéd      | 1987. július 6. (38 éves)  | kölcsönben az Extremaduránál | 2019. június 30-ig |          |          |          |
| Középpályások |              |          |             |                            |                              |                    |          |          |          |
| —             | Jesús Alfaro | spanyol  | középpályás | 1991. július 24. (33 éves) | kölcsönben a Hérculésél      | 2019. június 30-ig |          |          |          |
| Csatárok      |              |          |             |                            |                              |                    |          |          |          |
| —             | Raí          | brazil   | csatár      | 1998. május 18. (27 éves)  | kölcsönben az Ibizánál       | 2019. június 30-ig |          |          |          |

## Statisztika

### A legutóbbi szezonok
| Szezon    | Liga | Poz. | M  | Gy | D  | V  | RG | KG | P  | Kupa    | Európa | Európa       | Megjegyzés |
| --------- | ---- | ---- | -- | -- | -- | -- | -- | -- | -- | ------- | ------ | ------------ | ---------- |
| 1997-1998 | 1D   | 13   | 38 | 12 | 12 | 14 | 45 | 53 | 48 |         |        |              |            |
| 1998-1999 | 1D   | 9    | 38 | 16 | 9  | 13 | 57 | 46 | 57 |         |        |              |            |
| 1999-2000 | 1D   | 4    | 38 | 16 | 15 | 7  | 60 | 40 | 63 |         |        |              |            |
| 2000-2001 | 1D   | 17   | 38 | 9  | 15 | 14 | 54 | 57 | 42 | Győztes | UC     | 1. kör       |            |
| 2001-2002 | 1D   | 20   | 38 | 9  | 10 | 19 | 35 | 54 | 37 |         | UC     | 2. kör       | Kiesett    |
| 2002-2003 | 2D   | 2    | 42 | 20 | 12 | 10 | 54 | 40 | 72 |         |        |              | Feljutott  |
| 2003-2004 | 1D   | 12   | 38 | 13 | 9  | 16 | 46 | 55 | 48 | Győztes |        |              |            |
| 2004-2005 | 1D   | 12   | 38 | 14 | 8  | 16 | 52 | 57 | 50 | 2. kör  | UC     | Nyolcaddöntő |            |
| 2005-2006 | 1D   | 11   | 38 | 10 | 16 | 12 | 46 | 51 | 46 | Döntős  |        |              |            |
| 2006-2007 | 1D   | 6    | 38 | 16 | 12 | 10 | 55 | 43 | 60 |         |        |              |            |
| 2007-2008 | 1D   | 18   | 38 | 10 | 12 | 16 | 50 | 61 | 42 |         | UC     | 1. kör       | Kiesett    |
| 2008-2009 | 2D   | 2    | 36 | 18 | 11 | 7  | 62 | 38 | 65 |         |        |              | Feljutott  |

### Az eddigi összes szezon

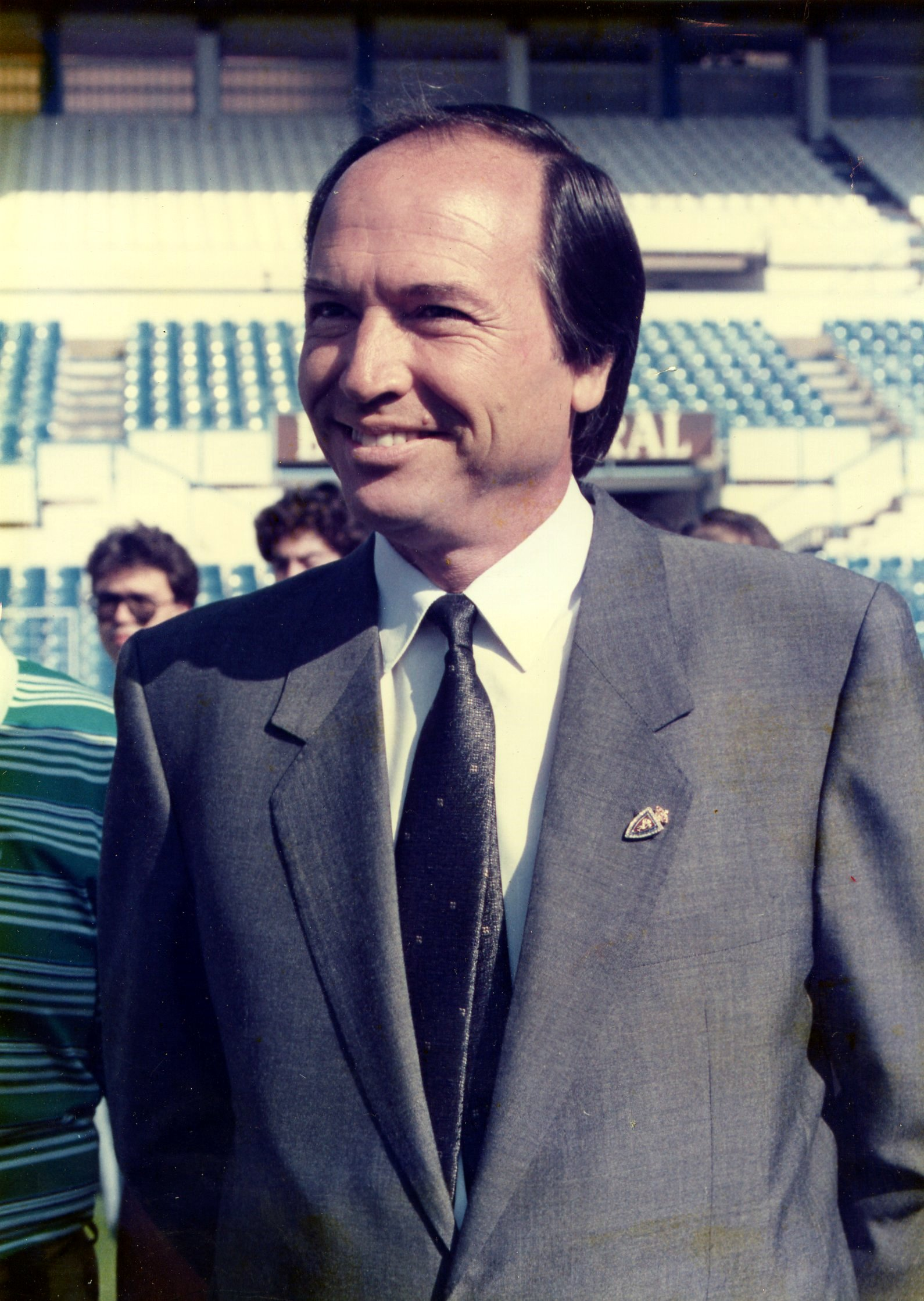
José Ángel Zalba, aki 1971–1977 és 1988–1992 között volt a klub elnöke

| Szezon  | Osztály | Poz. | Copa del Rey |
| ------- | ------- | ---- | ------------ |
| 1932/33 | 3ª      | 1.   |              |
| 1933/34 | 3ª      | 1.   |              |
| 1934/35 | 2ª      | 3.   |              |
| 1935/36 | 2ª      | 2.   |              |
| 1939/40 | 1ª      | 7.   |              |
| 1940/41 | 1ª      | 11.  |              |
| 1941/42 | 2ª      | 2.   |              |
| 1942/43 | 1ª      | 13.  |              |
| 1943/44 | 2ª      | 6.   |              |
| 1944/45 | 2ª      | 7.   |              |
| 1945/46 | 2ª      | 10.  |              |
| 1946/47 | 2ª      | 13.  |              |
| 1947/48 | 3ª      | 3.   |              |
| 1948/49 | 3ª      | 2.   |              |
| 1949/50 | 2ª      | 4.   |              |
| 1950/51 | 2ª      | 2.   |              |
| 1951/52 | 1ª      | 12.  |              |
| 1952/53 | 1ª      | 16.  |              |
| 1953/54 | 2ª      | 9.   |              |

| Szezon  | Osztály | Poz. | Copa del Rey |
| ------- | ------- | ---- | ------------ |
| 1954/55 | 2ª      | 3.   |              |
| 1955/56 | 2ª      | 3.   |              |
| 1956/57 | 1ª      | 9.   |              |
| 1957/58 | 1ª      | 14.  |              |
| 1958/59 | 1ª      | 9.   |              |
| 1959/60 | 1ª      | 11.  |              |
| 1960/61 | 1ª      | 3.   |              |
| 1961/62 | 1ª      | 4.   |              |
| 1962/63 | 1ª      | 5.   | Döntő        |
| 1963/64 | 1ª      | 4.   |              |
| 1964/65 | 1ª      | 3.   |              |
| 1965/66 | 1ª      | 4.   |              |
| 1966/67 | 1ª      | 5.   |              |
| 1967/68 | 1ª      | 5.   |              |
| 1968/69 | 1ª      | 13.  |              |
| 1969/70 | 1ª      | 8.   |              |
| 1970/71 | 1ª      | 16.  |              |
| 1971/72 | 2ª      | 3.   |              |
| 1972/73 | 1ª      | 8.   |              |

| Szezon  | Osztály | Poz. | Copa del Rey |
| ------- | ------- | ---- | ------------ |
| 1973/74 | 1ª      | 3.   |              |
| 1974/75 | 1ª      | 2.   |              |
| 1975/76 | 1ª      | 14.  | Döntős       |
| 1976/77 | 1ª      | 16.  |              |
| 1977/78 | 2ª      | 1.   |              |
| 1978/79 | 1ª      | 14.  |              |
| 1979/80 | 1ª      | 10.  |              |
| 1980/81 | 1ª      | 14.  |              |
| 1981/82 | 1ª      | 11.  |              |
| 1982/83 | 1ª      | 6.   |              |
| 1983/84 | 1ª      | 7.   |              |
| 1984/85 | 1ª      | 10.  |              |
| 1985/86 | 1ª      | 4.   |              |
| 1986/87 | 1ª      | 5.   |              |
| 1987/88 | 1ª      | 11.  |              |
| 1988/89 | 1ª      | 5.   |              |
| 1989/90 | 1ª      | 9.   |              |
| 1990/91 | 1ª      | 17.  |              |
| 1991/92 | 1ª      | 6.   |              |

| Szezon  | Osztály | Poz. | Copa del Rey |
| ------- | ------- | ---- | ------------ |
| 1992/93 | 1ª      | 9.   | Döntős       |
| 1993/94 | 1ª      | 3.   |              |
| 1994/95 | 1ª      | 7.   |              |
| 1995/96 | 1ª      | 13.  |              |
| 1996/97 | 1ª      | 14.  |              |
| 1997/98 | 1ª      | 13.  |              |
| 1998/99 | 1ª      | 9.   |              |
| 1999/00 | 1ª      | 4.   |              |
| 2000/01 | 1ª      | 17.  | Győztes      |
| 2001/02 | 1ª      | 20.  |              |
| 2002/03 | 2ª      | 2.   |              |
| 2003/04 | 1ª      | 12.  | Győztes      |
| 2004/05 | 1ª      | 12.  |              |
| 2005/06 | 1ª      | 11.  | Döntős       |
| 2006/07 | 1ª      | 6.   |              |
| 2007/08 | 1ª      | 18.  |              |
| 2008/09 | 2ª      | 2.   |              |
| 2009/10 | 1ª      | 14.  |              |
| 2010/11 | 1ª      | 13.  |              |

## Ismertebb játékosok
| Spanyolország: - Belsué - Aguado - Aragón - Yordi - Pier - Cedrún - Dani García - Lapetra - Marcelino - Nayim - Paco Jémez - Ander Garitano - Pardeza - Reija - Señor - Fernando Morientes - David Villa - Víctor Muñoz - Pichi Alonso - César Láinez - Jesús García Sanjuán - Salvador García - Martín Vellisca - Villaroya - Roberto Martínez - Alberto Zapater Argentína: - Andrés D'Alessandro - Pablo Aimar - Juan Barbas - Esnáider - Luciano Galletti - Kily González - Gustavo Adrián López - Diego Milito - Gabriel Milito - Marcelo Trobbiani - Jorge Valdano Ausztria: - Otto Konrad Brazil: - Cafu - Paulo Jamelli - Ewerthon | Bulgária: - Nasko Sirakov Chile: - Patricio Yáñez Kolumbia: - Faryd Aly Mondragón Kuba: - Mario Inchausti Magyarország: - Pintér Ádám Németország: - Andreas Brehme Hollandia: - Frank Rijkaard - Nordin Wooter Paraguay: - Roberto Acuña - Raúl Amarilla - Arrúa - Chilavert - Carlos Diarte - Delio César Toledo Peru: - Juan Seminario - Luis Redher - Miguel Rebosio Portugália: - Carlos Chaínho - Rui Jordão Románia: - Dorin Mateuţ - Constantin Gâlcă Oroszország: - Vlagyiszlav Nyikolajevics Ragyimov Szerbia: - Savo Milošević Uruguay: - Julio César Benítez - Juan Carlos Blanco - Gustavo Poyet - Rubén Sosa Svédország: - Gary Sundgren |

## Az eddigi edzők
| - 1932: Elías Sauca - 1932–1934: Felipe dos Santos - 1934–1935: Francisco González - 1935: José Planas - 1935–1936: Manuel Olivares - 1939–1941: Tomás Arnanz - 1941: Francisco Gamborena - 1941: Julio Uritarte - Julio Ostalé - 1941–1943: Jacinto Quincoces - 1943–1945: Patricio Caicedo - 1945: Tomás Arnanz - 1945–1946: Juanito Ruiz - 1946–1947: Manuel Olivares - 1947–1948: Antonio Sorribas - 1948: Enrique Soladrero - 1948: Antonio Macheda - 1948–1949: Francisco Bru - 1949: Isaac Oceja - 1949–1950: Juanito Ruiz - 1950: José Planas - 1950-1951: Luis Urquiri - 1951: Juanito Ruiz - 1951–1952: Berkessy Elemér - 1952–1953: Domingo Balmanya - 1953–1954: Pedro Eguiluz - 1954–1956: Edmundo Suárez - 1956–1958: Jacinto Quincoces - 1958: Juan Álvarez Casariego - 1958–1959: Juan Ochoantesana - 1959–1960: Edmundo Suárez - 1960–1963: César Rodríguez - 1963–1964: Antoni Ramallets - 1964: Luis Bello - 1964–1965: Roque Olsen - 1965–1966: Luis Hon - 1966–1967: Ferdinand Daučík |  | - 1967: Andrés Lerín - 1967–1968: Roque Olsen - 1968–1969: César Rodríguez - 1969–1970: Héctor Rial - 1970: José María Martín - 1970–1971: Domingo Balmanya - 1971: José Luis García Traid - 1971: Rosendo Hernández - 1971–1972: Rafael Iriondo - 1972–1976: Luis Cid - 1976–1977: Lucien Muller - 1977–1978: Arsenio Iglesias - 1978–1979: Vujadin Boškov - 1979–1981: Manuel Villanova - 1981–1984: Leo Beenhakker - 1984–1985: Enzo Ferrari - 1985–1987: Luis Costa - 1987–1988: Manuel Villanova - 1988–1990: Radomir Antić - 1990–1991: Ildo Maneiro - 1991–1996: Víctor Fernández - 1996–1997: Víctor Espárrago - 1997–1998: Luis Costa - 1998-2000: Chechu Rojo - 2000: Juan Manuel Lillo - 2000–2001: Luis Costa - 2001–2002: Chechu Rojo - 2002: Luis Costa - 2002: Marcos Alonso - 2002–2004: Paco Flores - 2004–2006: Víctor Muñoz - 2006–2008: Víctor Fernández - 2008: Ander Garitano - 2008: Javier Irureta - 2008: Manolo Villanova - 2008–2009 : Marcelino García Toral |  | - 2009–2010 : José Aurelio Gay - 2010–2011 : Javier Aguirre - 2012–2013 : Manuel Jiménez Jiménez - 2013–2014 : Paco Herrera - 2014 : Víctor Muñoz - 2014–2015 : Ranko Popović - 2015–2016 : Lluís Carreras - 2016 : Luis Milla - 2016–2017 : Raül Agné - 2017 : César Láinez - 2017–2018 : Natxo González - 2018 : Imanol Idiakez - 2019– : Víctor Fernández |

## Himnusz
| Spanyol nyelven El Zaragoza va a jugar El Zaragoza va a vencer El Zaragoza va a luchar por su afición Y los mañicos auparán a los blanquillos del león Azul y blanco es el color del campeón Refrén: Aúpa Zaragoza Arriba y a vencer Palmadas al viento que gritan ganareis La raza en el juego Nobleza y valor Bandera y orgullo de nuestro Aragón La Romareda vibrará y el cachirulo se alzará como un gigante es el equipo aragonés El Zaragoza es la afición con once grandes del balón y una leyenda con trofeos al mejor Refrén A ganar, a ganar, El Zaragoza va a ganar A ganar, a ganar, El Zaragoza ganará A ganar, a ganar, El Zaragoza va a ganar A ganar, a ganar, El Zaragoza ganará | Aragóniai nyelven O Zaragoza ba á chugar O Zaragoza ba á benzer O Zaragoza ba á luitar por a suya afizión e os mañicos puyarán á os blanquillos d'o lión azul e blanca ye a color d'o campión Refrén: Aupa Zaragoza Entalto e á benzer Chapadas ta l'aire que chilan ganarez A rasmia en o chuego Nobleza e balor Bandiera e orgüello d'o nuestro Aragón A Romareda bibrará e o cachirulo bandiará como un chigant ye o equipe aragonés O Zaragoza ye l'afizión con onze grans d'o pilotón e una leyenda de trofeyos t'o millor Refrén Á ganar á ganar, O Zaragoza ba á ganar Á ganar, á ganar, O Zaragoza ganará Á ganar á ganar, O Zaragoza ba á ganar Á ganar, á ganar, O Zaragoza ganará |